# Dialypetalanthaceae
Dialypetalanthaceae  é uma família de plantas dicotiledóneas. Segundo  Watson & Dallwitz ela compreende uma única espécie:
- Dialypetalanthus fuscescens

São pequenas árvores da Austrália tropical.
No sistema APG II, esta família não existe: as plantas em cauxa são colocadas nas Rubiaceae.

## Ligações exernas
- (em inglês) Dialypetalanthaceae  em L. Watson and M.J. Dallwitz (1992 onwards). The families of flowering plants: descriptions, illustrations, identification, and information retrieval. Sur http://delta-intkey.com
- «Dialypetalanthaceae  Rizzini et Occhioni» (em inglês). ITIS (www.itis.gov)
- GRIN : família Dialypetalanthaceae  Rizzini et Occhioni  (em inglês)